# Редлиці
Редлиці (пол. Redlice, нім. Rädlitz) — село в Польщі, у гміні Шцинава Любінського повіту Нижньосілезького воєводства.
Населення — 175 осіб (2011).
У 1975-1998 роках село належало до Легницького воєводства.

## Демографія
Демографічна структура станом на 31 березня 2011 року:
|          | Загалом | Допрацездатний вік | Працездатний вік | Постпрацездатний вік |
| -------- | ------- | ------------------ | ---------------- | -------------------- |
| Чоловіки | 85      | 13                 | 62               | 10                   |
| Жінки    | 90      | 16                 | 59               | 15                   |
| Разом    | 175     | 29                 | 121              | 25                   |